# Adam Irigoyen
Adam Irigoyen (* 5. srpna 1997) je americký herec. Se svojí hereckou kariérou začal, když mu bylo 11 let. Objevil se v několika reklamách. Hostoval v seriálech Kouzelníci z Waverly a Hodně štěstí, Charlie, hlavní roli hraje v seriálu Na parket!.